# Listă de dramaturgi canadieni

Acesta este o listă de dramaturgi din Canada în ordine alfabetică:
- Marianne Ackerman
- Evan Adams
- Carmen Aguirre
- André Alexis
- Hrant Alianak
- Martha Allan
- Anne-Marie Alonzo
- Debra Anderson
- Hugh Abercrombie Anderson
- Trey Anthony
- Salvatore Antonio
- Anthony Armstrong
- Lawrence Aronovitch
- Napoléon Aubin
- Barry Avrich
- Caroline Azar

## B
- Catherine Banks
- Darren Barefoot
- Charles William Bell
- John Bemrose
- Geneviève Billette
- Nicolas Billon
- William Rufus Blake
- Seymour Blicker
- Laurie Block
- Peter Blue Cloud
- Columpa Bobb
- Adam Bock
- Carol Bolt
- Walter Borden
- Gary Botting
- Michel Marc Bouchard
- Pan Bouyoucas
- Gail Bowen
- George Boyd
- Marie Brassard
- Cecil Broadhurst
- Leanna Brodie
- Daniel Brooks
- Kenneth Brown
- Mark Brownell
- Walter Bruno
- Ronnie Burkett
- Aaron Bushkowsky
- Alec Butler

## C
- Jason Cadieux
- Morley Callaghan
- Silver Donald Cameron
- Dave Carley
- Kate Cayley
- Robert Chafe
- Normand Chaurette
- Shirley Cheechoo
- Évelyne de la Chenelière
- Charly Chiarelli
- Herménégilde Chiasson
- Mary-Colin Chisholm
- Anne Chislett
- Ins Choi
- Sally Clark
- Cheril N. Clarke
- George Elliott Clarke
- Marie Clements
- Fabien Cloutier
- Joy Coghill
- Susan G. Cole
- Tom Cone
- Michael Cook
- Charlotte Corbeil-Coleman
- Michel Côté
- John Coulter
- Douglas Coupland
- Susan Coyne
- Archie Crail (Exile)
- Seán Cummings
- James Cummins
- Peter Cureton
- Sheldon Currie
- Sarah Anne Curzon
- May Cutler

## D
- Jean-Marc Dalpé
- Joseph A. Dandurand
- Robertson Davies
- TJ Dawe
- Mazo de la Roche
- Vincent de Tourdonnet
- Sandra Dempsey
- Merrill Denison
- Charles Dennis
- Peter Desbarats
- Claudia Dey
- Dick Diespecker
- Emma Donoghue
- Chris Doty
- Clive Doucet
- Brian Drader
- Claire Drainie Taylor
- Marcel Dubé
- René-Daniel Dubois
- Réjean Ducharme

## E
- Chris Earle (Radio :30)
- Mary Susanne Edgar
- Caterina Edwards
- Richard Epp
- Gloria Escomel

## F
- David Fennario (Balconville, Joe Beef)
- Ian Ferguson
- Trevor Ferguson
- Timothy Findley (Elizabeth Rex, The Stillborn Lover)
- Larry Fineberg
- Thom Fitzgerald (Cloudburst')
- Diane Flacks
- Waawaate Fobister (Agokwe)
- Denis Foon (The Short Tree and the Bird That Could Not Sing)
- Honor Ford-Smith
- Norm Foster (Sinners, The Affections of May)
- Brad Fraser (Unidentified Human Remains and the True Nature of Love, Poor Super Man)
- Carole Fréchette
- Louis-Honoré Fréchette
- David French (Leaving Home, Salt-Water Moon)
- William Fruet
- Janine Fuller

## G
- Linda Gaboriau
- Lorena Gale
- Brendan Gall
- Steve Galluccio
- Bill Gaston
- C. E. Gatchalian
- Jean-Rock Gaudreault
- Connie Gault
- Gratien Gélinas
- Jean-Claude Germain
- Samuel Gesser
- Melissa James Gibson
- Sky Gilbert
- Amiel Gladstone
- Joanna Glass
- Robert Gravel
- Carolyn Gray
- John MacLachlan Gray
- Jeff Green
- Richard Greenblatt
- Brit Griffin
- Linda Griffiths
- Larry Guno

## H
- Abby Hagyard
- Jason Hall
- Marie-Lynn Hammond
- Don Hannah
- Herschel Hardin
- Elliott Hayes
- Michael Healey
- Charles Heavysege
- Matthew Heiti
- Tom Hendry
- John Herbert
- Tomson Highway
- John Stephen Hill (Steve Hill)
- Karen Hines
- Michael Hollingsworth
- Raymond Hull
- J. Timothy Hunt
- Maureen Hunter
- Joel Thomas Hynes

## I
- John Ibbitson
- Anosh Irani

## J
- Donald Jack
- Zillur Rahman John
- Ted Johns
- Becky Johnson
- Terry Jordan
- Patricia Joudry

## K
- Margo Kane
- M. J. Kang
- Greg Kearney
- Adam Kelly
- M. T. Kelly
- Olivier Kemeid
- Kevin Kerr
- Deborah Kimmett
- Andrew Kooman
- Greg Kramer
- John Krizanc

## L
- Rosa Laborde
- Jonathan Lachlan-Stewart
- Ann Lambert
- Betty Lambert
- Rina Lasnier
- John Lazarus
- Walter Learning
- Suzanne Lebeau
- Mark Leiren-Young
- Stewart Lemoine
- Robert Lepage
- Georgina Lightning
- Wendy Lill
- Françoise Loranger
- Kevin Loring
- Otto Lowy
- Kate Lynch

## M
- Andrew MacBean
- Ann-Marie MacDonald
- Bryden MacDonald
- Maggie MacDonald
- Matthew MacFadzean
- David Macfarlane
- Daniel MacIvor
- Isabel Mackay
- Michael Mackenzie
- Michael MacLennan
- Joan MacLeod
- Antonine Maillet
- Anita Majumdar
- Vera Manuel
- Jovette Marchessault
- Paul Nicholas Mason
- Stephen Massicotte
- Drew McCreadie
- Kathleen McDonnell
- Peter McGehee
- Ian McLachlan
- Rick McNair
- Maureen Medved
- Mary Melfi
- Billy Merasty
- Robert Merritt
- Pauline Michel
- Marco Micone
- John Mighton
- Jean-Louis Millette
- Billie Mintz
- W. O. Mitchell
- Frank Moher
- Mavor Moore
- Robert Moore
- Greg Morrison
- Kim Morrissey
- Hannah Moscovitch
- Daniel David Moses
- Arthur Motyer
- Wajdi Mouawad
- Neil Munro
- Colleen Murphy
- John Murrell

## N
- Tony Nardi
- Michael Nathanson
- Dan Needles
- Louis Negin
- James W. Nichol
- Eric Nicol
- Francine Noël
- Alden Nowlan

## O
- Darren O'Donnell
- Leo Orenstein
- Cathy Ostlere

## P
- André Paiement
- Alisa Palmer
- John Palmer
- Morris Panych
- Evalyn Parry
- Teresa Pavlinek
- Deborah Pearson
- Soraya Peerbaye
- Len Peterson
- Pierre Petitclair
- M. NourbeSe Philip
- Marjorie Pickthall
- Joseph Jomo Pierre
- Gordon Pinsent
- Al Pittman
- Richard Pochinko
- Sharon Pollock
- Helen Fogwill Porter
- Stefan Psenak

## Q
- Joseph Quesnel

## R
- James Reaney
- Michael Redhill
- Charlie Rhindress
- Christopher Richards
- Gwen Pharis Ringwood
- Erika Ritter
- William Harris Lloyd Roberts
- Ajmer Rode
- Ian Ross
- Vittorio Rossi (Little Blood Brother, Backstreets, The Chain, The Last Adam, Paradise By The River, A Carpenter's Trilogy)
- Anusree Roy
- Saul Rubinek
- Rusty Ryan
- George Ryga

## S
- Oren Safdie
- Rick Salutin (1837, Les Canadiens)
- Munroe Scott
- Djanet Sears (Harlem Duet, The Adventures of a Black Girl in Search of God)
- Sandra Shamas (My Boyfriend's Back and There's Gonna Be Laundry)
- Brian Shein
- Jason Sherman (The League of Nathans, Reading Hebron)
- Erin Shields (If We Were Birds)
- Tetsuro Shigematsu
- Rick Shiomi
- Reuben Ship
- Alfred Silver
- Lister Sinclair
- Jaspreet Singh (Speak, Oppenheimer)
- Sonja Skarstedt
- Bernard Slade
- Ron Sparks
- Harry Standjofski
- Kent Stetson (The Harps of God)
- Aurora Stewart de Peña
- Allan Stratton (Rexy!, 72 Under the O)
- Cordelia Strube

## T
- Jordan Tannahill
- Drew Hayden Taylor
- Vern Thiessen
- Andy Thompson (Broken Sex Doll, The Birth of Freedom)
- Judith Thompson
- Paul Thompson
- Kristen Thomson (I, Claudia)
- Larry Tremblay (The Dragonfly of Chicoutimi)
- Lise Tremblay
- Michel Tremblay (Les Belles-sœurs, Albertine in Five Times)
- Robert Tsonos

## V
- R. M. Vaughan
- Guillermo Verdecchia
- Herman Voaden

## W
- Michael Wade
- Colleen Wagner
- Stephen Waldschmidt
- Craig Walker
- George F. Walker
- Agnes Walsh
- David Watmough
- Michael Wex
- Michael G Wilmot
- Jonathan Wilson
- Lance Woolaver
- Rachel Wyatt

## Y
- David Yee (lady in the red dress)
- d'bi young
- David Young

## Vezi și
- Listă de piese de teatru canadiene
- Listă de dramaturgi
- Listă de dramaturgi americani